# Schüttergebiet

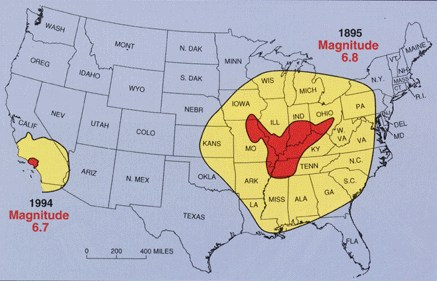
Vergleich des Schüttergebiets (gelb) der Beben von 1895 in Missouri und von 1994 in Kalifornien

Das Schüttergebiet ist das Gebiet an der Erdoberfläche, in dem ein Erdbeben ohne instrumentelle Hilfsmittel mit den menschlichen Sinnen wahrgenommen werden kann. Der Schütterradius ist die mittlere Entfernung der Wahrnehmbarkeit vom Epizentrum. Die Erforschung der Effekte im Schüttergebiet ist Gegenstand der Makroseismik. Zur Messung der Intensität im Schüttergebiet, das heißt, dem Grad der lokalen Auswirkungen eines Erdbebens, gibt es verschiedene Skalen, beispielsweise die Europäische Makroseismische Skala.
Die Intensitäten im Schüttergebiet sind kein direktes Maß für die Stärke des Erdbebens im Herd. Bei gleicher Herdenergie und geringer Herdtiefe sind die Auswirkungen im Schüttergebiet größer. Erdbeben werden auch anhand der Form des Schüttergebiets klassifiziert, man unterscheiden dabei
- zentrale Beben mit kreisförmigem Schüttergebiet,
- lineare, einachsige oder axiale Beben mit lang gestrecktem Schüttergebiet oder
- mehrachsige Beben mit einem unregelmäßigen, lappig erscheinenden Schüttergebiet.[3]